# Ilona Király
Ilona Király (* um 1914; † 1979) war eine ungarische Tischtennisspielerin. Ihre erfolgreichste Zeit liegt im Zeitraum 1936 bis 1952. Sie gewann bei der Weltmeisterschaft 1950 Silber mit der Mannschaft.

## Erfolge
Ilona Király gewann bei nationalen  ungarischen Meisterschaften insgesamt zehn Titel, nämlich 
- 1936 im Einzel
- 1944, 1948, 1949, 1951, 1952 im Doppel jeweils mit Gizella Farkas
- 1936, 1949, 1950, 1951 im Mannschaftswettbewerb mit den Vereinen Ferencvárosi Torna Club, Elektromos Sport Egyesület, Vörös Meteor SE und SZOT I.

Fünfmal wurde sie für Weltmeisterschaften nominiert, nämlich  1936, 1937, 1938, 1947 und 1950. Hier erreichte sie 1950 mit der ungarischen Damenmannschaft das Endspiel, das jedoch gegen Rumänien verloren ging.

## Persönliches
Ilona Király war verheiratet mit Géza Fábián. Sie wurde am 24. August 1979 auf dem Rákoskeresztúri új köztemető in Budapest bestattet.